# Парламентские выборы в Великобритании (1859)
Парламентские выборы в Великобритании 1859 года прошли с 28 апреля по 18 мая и стали семнадцатыми парламентскими выборами в истории Соединённого королевства Великобритании и Ирландии после Актов об унии 1800 года и восьмыми после Великой реформы 1832 года. В ходе выборов были избраны 654 члена Палаты общин, нижней палаты парламента Соединённого Королевства. Выборы были проведены после поражения консервативного правительства премьер-министра графа Дерби в ходе голосования за вотум доверия. Недавно сформированная Либеральная партия во главе с виконтом Палмерстоном одержала победу, несмотря на то, что получила меньше мест, чем на предыдущих выборах.
Это были последние парламентские выборы, в которых участвовали хартисты, прежде чем их организация была распущена. По состоянию на 2024 год выборы 1859 года являются рекордными для консерваторы по количеству полученных мест в Палате общин от Уэльса.

## Политическая ситуация
Выборы были самыми тихими и наименее конкурентными между 1832 и 1885 годами, при этом большинство выборов в графствах были безальтернативными. На выборах также было наименьшее количество кандидатов между 1832 и 1885 годами, причем успехи тори могли быть результатом как отсутствия оппозиции, так и изменения общественного мнения. По словам историка А. Дж. П. Тейлора:
…правительство, которое Палмерстон организовал в июне 1859 года, было коалицией иного рода: не коалицией групп, которые оглядывались на прошлое, а коалицией, которая предвосхищала будущее. Если бы не сам Палмерстон — слишком индивидуальный, слишком полный личности, чтобы вписаться в партийную модель — это было бы первое либеральное правительство в нашей истории. Всё, что было важным в нём, было либеральным — финансы, административная реформа, сам его состав: первое правительство с несомненными представителями фритредеров из среднего класса в качестве членов.

## Результаты
Отдельного подсчёта голосов и мест для пилитов не ведётся. Они не участвовали в выборах как организованная партия, а скорее как независимые консерваторы-фритредеры с различной степенью отдалённости от обеих основных партий.
|        |              |                   |           |         |        |         |       |       |
| Партия | Партия       | Лидер             | Кандидаты | Голоса  | Голоса | Голоса  | Места | Места |
| Партия | Партия       | Лидер             | Кандидаты | Голоса  | %      | ± п. п. | Места | ±     |
|        | Либералы     | Виконт Палмерстон | 465       | 372 117 | 65,80  | ▲ 1,03  | 356   | ▼ 21  |
|        | Консерваторы | Граф Дерби        | 394       | 193 232 | 33,45  | ▲ 0,72  | 298   | ▲ 34  |
|        | Чартисты     |                   | 1         | 151     | 0,03   | ▼0,07   | 0     | ▬     |
|        | Всего        | Всего             | 860       | 565 500 | 100    | ▬       | 654   | ▬     |

Голоса (%)
| Голоса избирателей | Голоса избирателей | Голоса избирателей | Голоса избирателей | Голоса избирателей |
| ------------------ | ------------------ | ------------------ | ------------------ | ------------------ |
| Либералы           |                    |                    | 65.80 %            |                    |
| Консерваторы       |                    |                    | 34.17 %            |                    |
| Чартисты           |                    |                    | 0.03 %             |                    |

Места
| Места в парламенте | Места в парламенте | Места в парламенте | Места в парламенте | Места в парламенте |
| ------------------ | ------------------ | ------------------ | ------------------ | ------------------ |
| Либералы           |                    |                    | 54.43 %            |                    |
| Консерваторы       |                    |                    | 45.57 %            |                    |

### Результаты выборов по регионам
| Партия | Партия       | Великобритания | Великобритания | Великобритания | Великобритания | Великобритания | Великобритания | Великобритания | Англия    | Англия  | Англия | Англия | Англия | Англия | Англия | Шотландия      | Шотландия      | Шотландия      | Шотландия      | Шотландия      | Шотландия      | Шотландия      |
| Партия | Партия       | Кандидаты      | Голоса         | %              | ±              | Места          | ±              | Б/А            | Кандидаты | Голоса  | %      | ±      | Места  | ±      | Б/А    | Кандидаты      | Голоса         | %              | ±              | Места          | ±              | Б/А            |
| ------ | ------------ | -------------- | -------------- | -------------- | -------------- | -------------- | -------------- | -------------- | --------- | ------- | ------ | ------ | ------ | ------ | ------ | -------------- | -------------- | -------------- | -------------- | -------------- | -------------- | -------------- |
|        | Либералы     | 392            | 314 708        | 66.6           | н/д            | 306            | ▲45            | 157            | 330       | 307 949 | 67,1   | н/д    | 251    | ▲35    | 109    | 44             | 5174           | 66,4           | н/д            | 40             | ▲7             | 34             |
|        | Консерваторы | 327            | 157 974        | 33,4           | н/д            | 245            | ▼45            | 160            | 286       | 152 591 | 32,9   | н/д    | 209    | ▼35    | 129    | 17             | 2616           | 33,6           | н/д            | 13             | ▬7             | 11             |
|        | Чартисты     | 1              | 151            | 0,0            | ▼0,1           | 0              | ▬              | 0              | 1         | 151     | 0,0    | ▼0,1   | 0      | ▬      | 0      | Не участвовали | Не участвовали | Не участвовали | Не участвовали | Не участвовали | Не участвовали | Не участвовали |
| Всего  | Всего        | 720            | 472 833        | 100            | ▬              | 551            | ▬              | 317            | 617       | 460 691 | 100    | ▬      | 460    | ▬      | 238    | 61             | 7790           | 100            | ▬              | 53             | ▬              | 45             |

| Партия | Партия       | Уэльс     | Уэльс  | Уэльс | Уэльс | Уэльс | Уэльс | Уэльс | Ирландия  | Ирландия | Ирландия | Ирландия | Ирландия | Ирландия | Ирландия | Университеты   | Университеты   | Университеты   | Университеты   | Университеты   | Университеты   | Университеты   |
| Партия | Партия       | Кандидаты | Голоса | %     | ±     | Места | ±     | Б/А   | Кандидаты | Голоса   | %        | ±        | Места    | ±        | Б/А      | Кандидаты      | Голоса         | %              | ±              | Места          | ±              | Б/А            |
| ------ | ------------ | --------- | ------ | ----- | ----- | ----- | ----- | ----- | --------- | -------- | -------- | -------- | -------- | -------- | -------- | -------------- | -------------- | -------------- | -------------- | -------------- | -------------- | -------------- |
|        | Консерваторы | 18        | 2767   | 63,6  | н/д   | 17    | ▼3    | 14    | 67        | 35 258   | 38,9     | н/д      | 53       | ▲13      | 36       | 6              | н/д            | н/д            | н/д            | 6              | ▬              | 6              |
|        | Либералы     | 18        | 1585   | 36,4  | н/д   | 15    | ▲3    | 14    | 73        | 57 409   | 61,1     | н/д      | 50       | ▼13      | 26       | Не участвовали | Не участвовали | Не участвовали | Не участвовали | Не участвовали | Не участвовали | Не участвовали |
| Всего  | Всего        | 36        | 4352   | 100   | ▬     | 32    | ▬     | 28    | 140       | 92 667   | 100      | ▬        | 103      | ▬        | 62       | 6              | н/д            | 100            | ▬              | 6              | ▬              | 6              |

### Комментарии
1. ↑  Приведённые здесь данные о количестве мест партии вигов включают спикера Палаты общин.
2. 1 2 3 4  Включая пилитов.
3. ↑  Заштрихованная окраска используется в избирательных округах, избравших депутатов от разных партий
4. ↑  Приведённые здесь данные о количестве мест партии вигов включают спикера Палаты общин.